# Onthophagus thai
Onthophagus thai är en skalbaggsart som beskrevs av Kabakov 1994. Onthophagus thai ingår i släktet Onthophagus och familjen bladhorningar. Inga underarter finns listade i Catalogue of Life.